# Höstgärning
Höstgärning (originaltitel The Body) är en novell av Stephen King utgiven 1982. Novellen ingår i novellsamlingen Sommardåd/Vinterverk (ISBN 91-582-0254-4 respektive 91-582-0257-9, originaltitel Different seasons).

## Handling
Berättelsen tar sin början sommaren 1960 i och omkring den fiktiva staden Castle Rock, i den amerikanska delstaten Maine. Gordie Lachance, tolv år, och hans tre vänner Chris Chambers, Teddy Duchamp och Vern Tessio är alltid redo för äventyr. När de får information om en död människokropp i skogen ger de sig iväg för att undersöka den. Enligt uppgifter de fått från Verns äldre bror Billy skall det röra sig om pojken Ray Brower – från staden Chamberlain norr om Castle Rock – som tros ha blivit påkörd av tåget i samband med att han varit ute för att plocka bär. De fyra finner liket, och förvecklingar uppstår då Ace Merrills gäng, med bland andra Billy som medlem, också dyker upp vid platsen.

## Huvudpersoner

### Gordon "Gordie" Lachance
Mest framträdande av huvudpersonerna, och den som rent berättartekniskt i boken återger historien i första person, cirka 20 år efter att äventyret skall ha ägt rum. Vid tidpunkten för historien har hans äldre bror Dennis nyligen dött i en trafikolycka på en armébas. Gordies föräldrar sörjer fortfarande sin avlidna favoritson, och rent känslomässigt har Gordon fjärmat sig något från dem. Han är den mest intelligenta av kamraterna, och är bästa vän till Chris Chambers. Som vuxen är Gordon författare, och bor i Ellsworth, Maine.

### Chris Chambers
Gordies bästa vän. Han blir ofta slagen av sin alkoholiserade far. Hans äldre bror "Eyeball" Chambers har tagit flera steg in på brottets bana, och är medlem i Ace Merrills gäng. Trots hans intelligens och mognad ser vuxna och jämnåriga ofta Chris som en bråkstake, på samma sätt som de upplever hans far och bror. Chris Chambers är den vackraste av de fyra kamraterna, men kommer aldrig att gifta sig. Efter sin examen från gymnasiet utbildar han sig till jurist. Han knivhuggs till döds efter att försöka lösa en tvist på en restaurang.

### Teddy Duchamp
Teddys far är en stridstrött krigsveteran från andra världskriget, som deltog i stormningen av Normandie på Dagen D. I samband med en psykos bränner han avsiktligt ett av Teddys öron på en spis, och blir intagen på mentalsjukhus. Som en följd av skadan är Teddys hörsel nedsatt, och han bär hörapparat. Han lider dessutom av ganska dålig syn. Trots dessa handikapp är Teddy ofta benägna att ta risker, och uppvisar ofta ett ganska vårdslöst beteende. Teddys upptåg får kamraterna att ibland ifrågasätt hans förnuft i tron att faderns misshandel kan ligga bakom hans vilda manér. Trots detta avgudarTeddy sin far och vill ta värvning i amerikanska armén efter gymnasiet, men på grund av hans funktionsnedsättning är det inte möjligt. Som vuxen har han tillbringat tid i fängelse, och tar tillfälliga arbeten runt om i Castle Rock. Han dör i en trafikolycka som ett resultat av rattfylleri.

### Vern "Penny" Tessio
Vern bär smeknamnet "Penny" efter en stor burk innehållande pennies som han grävde ned i sin trädgård, då han låtsades att han var en pirat. Sedan hans skattkarta förstörts genom en olyckshändelse har han regelbundet men förgäves försökt hitta burken. Hans mycket fruktade äldre bror Billy är en annan medlem av Merrills gäng. Vern anses inte som särskilt intelligent. Vern avlider i en brand i ett höghus fem år efter bokens huvudberättelse.

## Filmatisering
Novellen filmatiserades 1986 under namnet Stand by Me i regi av Rob Reiner.